# Malthonica nakhchivanica
Malthonica nakhchivanica là một loài nhện trong họ Agelenidae.
Loài này thuộc chi Malthonica. Malthonica nakhchivanica được miêu tả năm 2005 bởi Guseinov, Yuri M. Marusik & Koponen.